# Karangmojo (Weru)
Karangmojo is een bestuurslaag in het regentschap Sukoharjo van de provincie Midden-Java, Indonesië. Karangmojo telt 4845 inwoners (volkstelling 2010).